# Tumeurs canalaires, lobulaires et médullaires
 Mise en garde médicale
Les tumeurs canalaires, lobulaires et médullaires sont une classe de tumeurs solides de la Classification internationale des maladies oncologiques, nées d'un tissu glandulaire. Leur nom se réfère à l'emplacement de la tumeur dans l'organe atteint : centre de l'organe (tumeurs médullaires), d'un de ses lobes (tumeurs lobulaires) ou d'un canal excréteur (tumeurs canalaires du sein). 